# Cucurbitaria karstenii
Cucurbitaria karstenii är en svampart som beskrevs av Sacc. 1883. Cucurbitaria karstenii ingår i släktet Cucurbitaria och familjen Cucurbitariaceae.   Inga underarter finns listade i Catalogue of Life.